# Monika Namysłowska
Monika Anna Namysłowska (ur. 1976) – polska prawnik, profesor nauk społecznych w dyscyplinie nauki prawne, wykładowca Uniwersytetu Łódzkiego.

## Biografia
Jest profesorem w Katedrze Europejskiego Prawa Gospodarczego na Wydziale Prawa i Administracji Uniwersytetu Łódzkiego. 18 czerwca 2004 otrzymała doktorat, a 17 października 2014 habilitację dzięki pracy zatytułowanej Czarna lista nieuczciwych praktyk handlowych a granice prawa zwalczania nieuczciwej konkurencji w Unii Europejskiej - analiza prawnoporównawcza. Postanowieniem Prezydenta Rzeczypospolitej Polskiej z dnia 7 września 2023 r. otrzymała tytuł profesora. Członkini Rady Doradczej przy Prezesie UOKiK.

## Publikacje
- 2007: Zwalczanie nieuczciwych praktyk handlowych na podstawie dyrektywy 2005 / 29 / WE - cz. 1.[1]
- 2007: Zwalczanie nieuczciwych praktyk handlowych na podstawie dyrektywy 2005 / 29 / WE - cz. 2.[1]
- 2007: Nowa ustawa o przeciwdziałaniu nieuczciwym praktykom rynkowym[1]
- 2007: Stosowanie prawa Unii Europejskiej w Polsce. (Ogólnopolska konferencja , Łódź, 8-9.06.2006)[1]
- 2008: Przegląd orzecznictwa w zakresie swobodnego przepływu towarów od 1. 05. 2004 r. do 31. 12. 2005 r.[1]
- 2008: Reklama porównawcza w orzecznictwie ETS[1]
- 2008: Seans filmowy czy reklamowy[1]
- 2008: Ukryta reklama po implementacji dyrektywy o nieuczciwych praktykach handlowych[1]
- 2008: Kolizyjnoprawne aspekty używania znaku towarowegokonkurenta w reklamie porównawczej[1]
- 2009: Przegląd orzecznictwa w zakresie swobodnego przepływu towarów z 2006 r.[1]
- 2009: Ewolucja ochrony konsumentów w świetle projektu dyrektywy o prawach konsumentów[1]
- 2009: Lokowanie produktu w prawie wspólnotowym –zakazane czy dozwolone?[1]